# Locqueltas
Locqueltas [lɔkɛltas] est une commune française située au nord de Vannes, dans le département du Morbihan, en région Bretagne.

## Toponymie
Du breton Lokeltaz, de lok qui signifie ermitage et de saint Gweltaz.

## Géographie

### Situation
| Colpo                |            | Saint-Jean-Brévelay |
| Locmaria-Grand-Champ | Locqueltas | Plaudren            |
| Meucon               | Saint-Avé  | Monterblanc         |

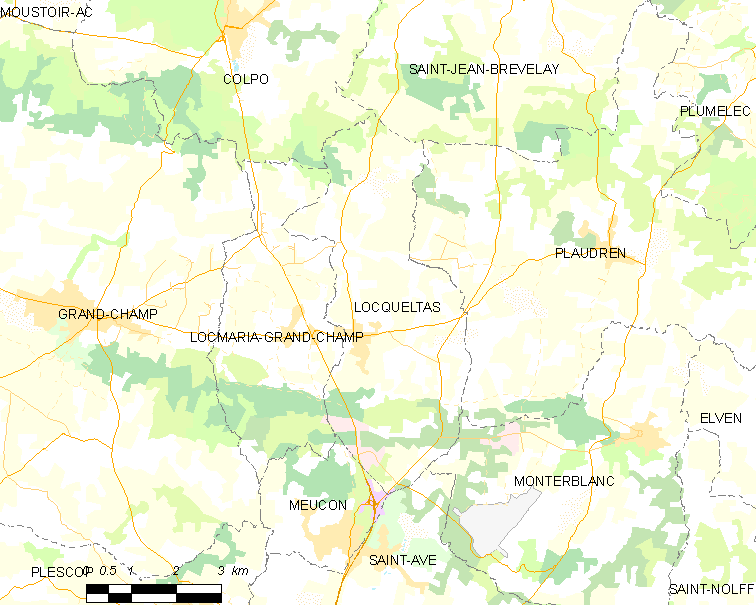
Carte de la commune de Locqueltas et des communes avoisinantes.

### Hydrographie
Pour un article plus général, voir Réseau hydrographique du Morbihan.
La commune est située dans le bassin Loire-Bretagne. Elle est drainée par l'Auray, le Camzon, le Meucon, le ruisseau de Camzon, le ruisseau de Rodulé, le ruisseau du Moulin de Kerizac et divers autres petits cours d'eau,.
L'Auray, d'une longueur de 56 km, prend sa source dans la commune de Plaudren et se jette  dans la baie de Quiberon en limite de Locmariaquer et de Baden, après avoir traversé dix communes. 

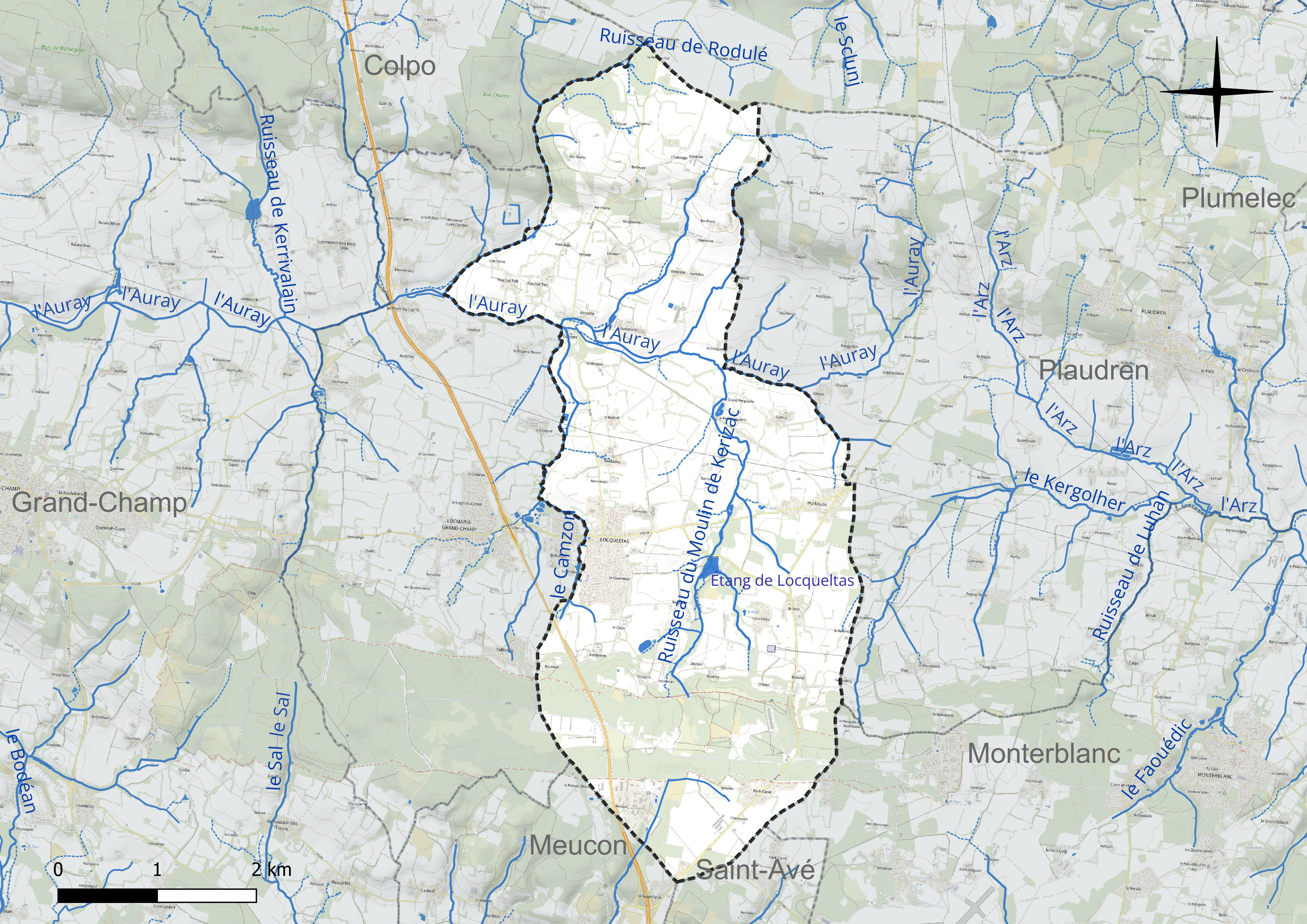
Réseau hydrographique de Locqueltas.

Un plan d'eau complète le réseau hydrographique : l'étang de Locqueltas (2,56 ha),.

### Climat
Pour des articles plus généraux, voir Climat de la Bretagne et Climat du Morbihan.
En 2010, le climat de la commune est de type climat océanique franc, selon une étude du CNRS s'appuyant sur une série de données couvrant la période 1971-2000. En 2020, Météo-France publie une typologie des climats de la France métropolitaine dans laquelle la commune est exposée à un climat océanique et est dans la région climatique  Bretagne orientale et méridionale, Pays nantais, Vendée, caractérisée par une faible pluviométrie en été et une bonne insolation. Parallèlement l'observatoire de l'environnement en Bretagne publie en 2020 un zonage climatique de la région Bretagne, s'appuyant sur des données de Météo-France de 2009. La commune est, selon ce zonage, dans la zone « Intérieur », exposée à un climat médian, à dominante océanique.  
Pour la période 1971-2000, la température annuelle moyenne est de 11,6 °C, avec une amplitude thermique annuelle de 12 °C. Le cumul annuel moyen de précipitations est de 929 mm, avec 14 jours de précipitations en janvier et 7 jours en juillet. Pour la période 1991-2020, la température moyenne annuelle observée sur la station météorologique la plus proche, située sur la commune de Saint-Avé à 8 km à vol d'oiseau, est de 12,9 °C et le cumul annuel moyen de précipitations est de 1 034,4 mm,. Pour l'avenir, les paramètres climatiques de la commune estimés pour 2050 selon différents scénarios d'émission de gaz à effet de serre sont consultables sur un site dédié publié par Météo-France en novembre 2022.

## Urbanisme

### Typologie
Au 1er janvier 2024, Locqueltas est catégorisée bourg rural, selon la nouvelle grille communale de densité à sept niveaux définie par l'Insee en 2022.
Elle appartient à l'unité urbaine de Locqueltas, une agglomération intra-départementale regroupant deux  communes, dont elle est ville-centre,,. Par ailleurs la commune fait partie de l'aire d'attraction de Vannes, dont elle est une commune de la couronne,. Cette aire, qui regroupe 47 communes, est catégorisée dans les aires de 50 000 à moins de 200 000 habitants,.

### Occupation des sols
L'occupation des sols de la commune, telle qu'elle ressort de la base de données européenne d’occupation biophysique des sols Corine Land Cover (CLC), est marquée par l'importance des territoires agricoles (77,3 % en 2018), en diminution par rapport à 1990 (79,1 %). La répartition détaillée en 2018 est la suivante : 
terres arables (43,4 %), zones agricoles hétérogènes (22 %), forêts (18,2 %), prairies (11,8 %), zones urbanisées (3,1 %), zones industrielles ou commerciales et réseaux de communication (1,4 %). L'évolution de l’occupation des sols de la commune et de ses infrastructures peut être observée sur les différentes représentations cartographiques du territoire : la carte de Cassini (XVIIIe siècle), la carte d'état-major (1820-1866) et les cartes ou photos aériennes de l'IGN pour la période actuelle (1950 à aujourd'hui).

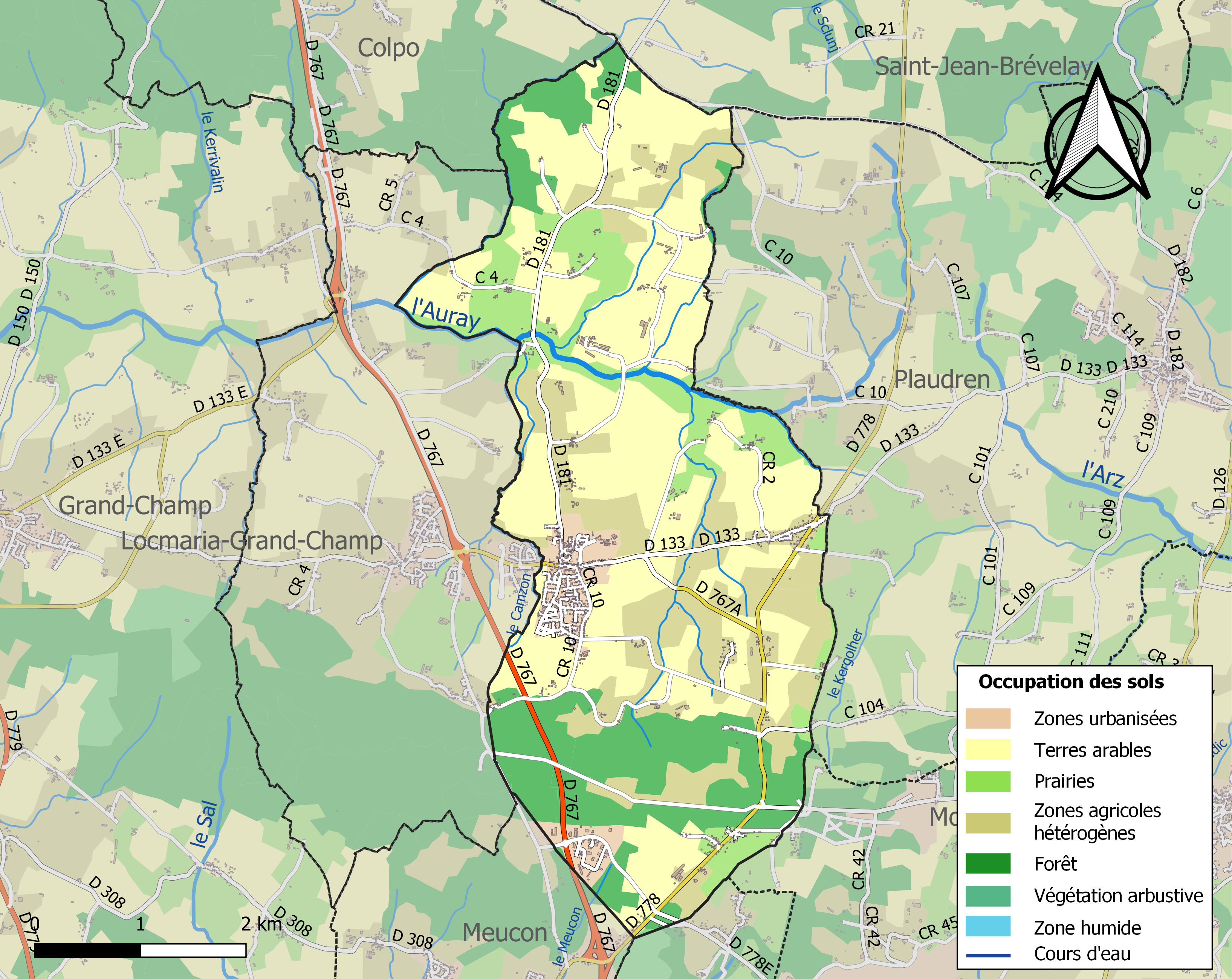
Carte des infrastructures et de l'occupation des sols de la commune en 2018 (CLC).

## Politique et administration

### Liste des maires
| Période                                  | Période      | Identité               | Étiquette | Qualité                                                                   |
| ---------------------------------------- | ------------ | ---------------------- | --------- | ------------------------------------------------------------------------- |
| Les données manquantes sont à compléter. |              |                        |           |                                                                           |
| 17 mai 1925                              | mars 1971    | Jean Morio             |           | Retraité, maire honoraire                                                 |
| mars 1971                                | mars 1977    | Honoré Le Garjan       |           | Agriculteur, maire honoraire                                              |
| mars 1977                                | juin 1995    | Henri Le Porho         |           | Agriculteur, maire honoraire                                              |
| juin 1995                                | 23 mars 2001 | Anne-Marie Le Calonnec |           | Infirmière, ancienne adjointe au maire                                    |
| 23 mars 2001                             | 22 mars 2008 | Alain Eveno            | DVD       | Cadre commercial, ancien premier adjoint Vice-président de la CC du Loc'h |
| 22 mars 2008                             | 28 mars 2014 | Henri Le Porho         | UMP       | Cadre commercial retraité Vice-président de la CC du Loc'h (2008 → 2014)  |
| 28 mars 2014 Réélu en 2020               | En cours     | Michel Guernevé        | SE        | Agriculteur                                                               |

### Politique de développement durable
La commune a engagé une politique de développement durable en lançant une démarche d'Agenda 21 en 2010.

## Démographie
L'évolution du nombre d'habitants est connue à travers les recensements de la population effectués dans la commune depuis 1866. Pour les communes de moins de 10 000 habitants, une enquête de recensement portant sur toute la population est réalisée tous les cinq ans, les populations de référence des années intermédiaires étant quant à elles estimées par interpolation ou extrapolation. Pour la commune, le premier recensement exhaustif entrant dans le cadre du nouveau dispositif a été réalisé en 2004.

En 2022, la commune comptait 1 980 habitants, en évolution de +16,81 % par rapport à 2016 (Morbihan : +3,82 %, France hors Mayotte : +2,11 %).
| 1866 | 1872 | 1876 | 1881 | 1886 | 1891 | 1896 | 1901 | 1906 |
| ---- | ---- | ---- | ---- | ---- | ---- | ---- | ---- | ---- |
| 725  | 705  | 686  | 732  | 694  | 713  | 752  | 722  | 754  |

| 1911 | 1921 | 1926 | 1931 | 1936 | 1946 | 1954 | 1962 | 1968 |
| ---- | ---- | ---- | ---- | ---- | ---- | ---- | ---- | ---- |
| 710  | 714  | 779  | 780  | 780  | 727  | 743  | 733  | 744  |

| 1975 | 1982  | 1990  | 1999  | 2004  | 2006  | 2009  | 2014  | 2019  |
| ---- | ----- | ----- | ----- | ----- | ----- | ----- | ----- | ----- |
| 745  | 1 056 | 1 128 | 1 215 | 1 359 | 1 484 | 1 584 | 1 645 | 1 885 |

| 2022  | - | - | - | - | - | - | - | - |
| ----- | - | - | - | - | - | - | - | - |
| 1 980 | - | - | - | - | - | - | - | - |

## Culture et patrimoine

### Lieux et monuments

#### Patrimoine religieux
- Croix du chemin de Coëtcandec ;
- Calvaire à l'entrée du cimetière ;
- Église Saint-Gildas.

#### Patrimoine civil
- le château de Camzon date des XVIIe et XIXe siècles, il est inscrit à l'inventaire général du patrimoine culturel[32] ;
- le manoir de Bodalic date du XVIIe siècle, il est inscrit à l'inventaire général du patrimoine culturel[33] ;
- le manoir de Trédec date du XVIe siècle, il est inscrit à l'inventaire général du patrimoine culturel[34].

### Héraldique
|  | Les armoiries de Locqueltas se blasonnent ainsi : D’azur au chevron d’argent chargé de trois mouchetures d’hermine de sable, accompagné en chef de deux gerbes de blé d’or et en pointe d’une fleur de lys de mer d’argent. Conc. J.C. Renaud. |